# Jekerkanaal
Het Jekerkanaal (ook: Inundatiekanaal of "den watergangh") is een circa 1165 meter lang ondergronds aquaduct in de Nederlandse stad Maastricht. Het aquaduct uit 1676, dat nog grotendeels bestaat, maakte tot 1867 deel uit van de vestingwerken van Maastricht, waar het de grachten in het noordelijk deel van de Lage Fronten (de Bossche Fronten) voorzag van water.

## Geschiedenis

### Voorgeschiedenis
Al vanaf het begin van de bouw van de tweede middeleeuwse stadsomsluiting aan het einde van de 13e eeuw waren er in het noordwestelijk deel van de stad problemen met het waterpeil in de stadsgracht. Bij het Schonenvaardersbolwerk stond de gracht in open verbinding met de Maas, maar het peil in deze regenrivier was met name in de zomer onvoldoende om de gracht van water te voorzien.

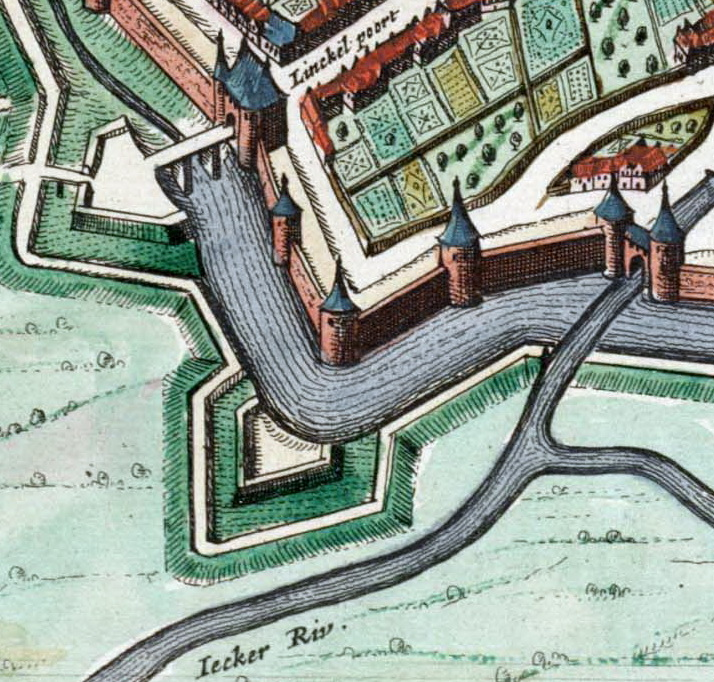
Jeker, stadsgracht en cunette, linksboven (Joan Blaeu, 1649)

Na de bouw van de buitenwerken in de 16e en 17e eeuw verergerde dit probleem, omdat de grachten in de Bossche Fronten in principe bedoeld waren als 'natte grachten'. In de Hoge Fronten kon worden volstaan met 'droge grachten', omdat daar de ondergrondse verdedigingswerken zorgden voor aanvullende veiligheid. Het eveneens laaggelegen gebied De Kommen in het zuidelijk deel van de vestingwerken kon door inundatie van het riviertje de Jeker zonder problemen onder water worden gezet. Hierdoor ontstond het plan om ook het noordelijk deel van de constante watertoevoer van de Jeker te laten profiteren. Dit was mogelijk door het verval van de Maas bij Maastricht, waardoor het noordelijk deel van de vestingwerken gemiddeld ruim 3 meter lager lag dan het zuidelijke. Een nieuw aan te leggen watergang tussen beide gebieden had om die reden een verhang van 2,8 mm/m, voldoende om het water stromend te houden. Aanvankelijk werd dit bereikt door in de kapitale gracht (de hoofdgracht langs de stadsmuur) een cunette aan te leggen, een smalle, verdiepte geul, waarin permanent water stroomde. De aanleg van de cunette begon kort na het beleg van 1579, waarbij de lage waterstand in de noordwestelijke stadsgracht een zekere rol had gespeeld.
Op een kaart van Joan Blaeu uit 1649 is de cunette te zien tussen de Tongersepoort en de Kat Hoog Frankrijk, iets ten westen van de Lindenkruispoort.

### Aanleg Jekerkanaal
Na de verovering van Maastricht door koning Lodewijk XIV in 1673 was Maastricht vijf jaar lang een Franse stad. Franse militaire ingenieurs gingen voortvarend aan de slag om de vestingwerken te verbeteren, voornamelijk naar plannen van Vauban.

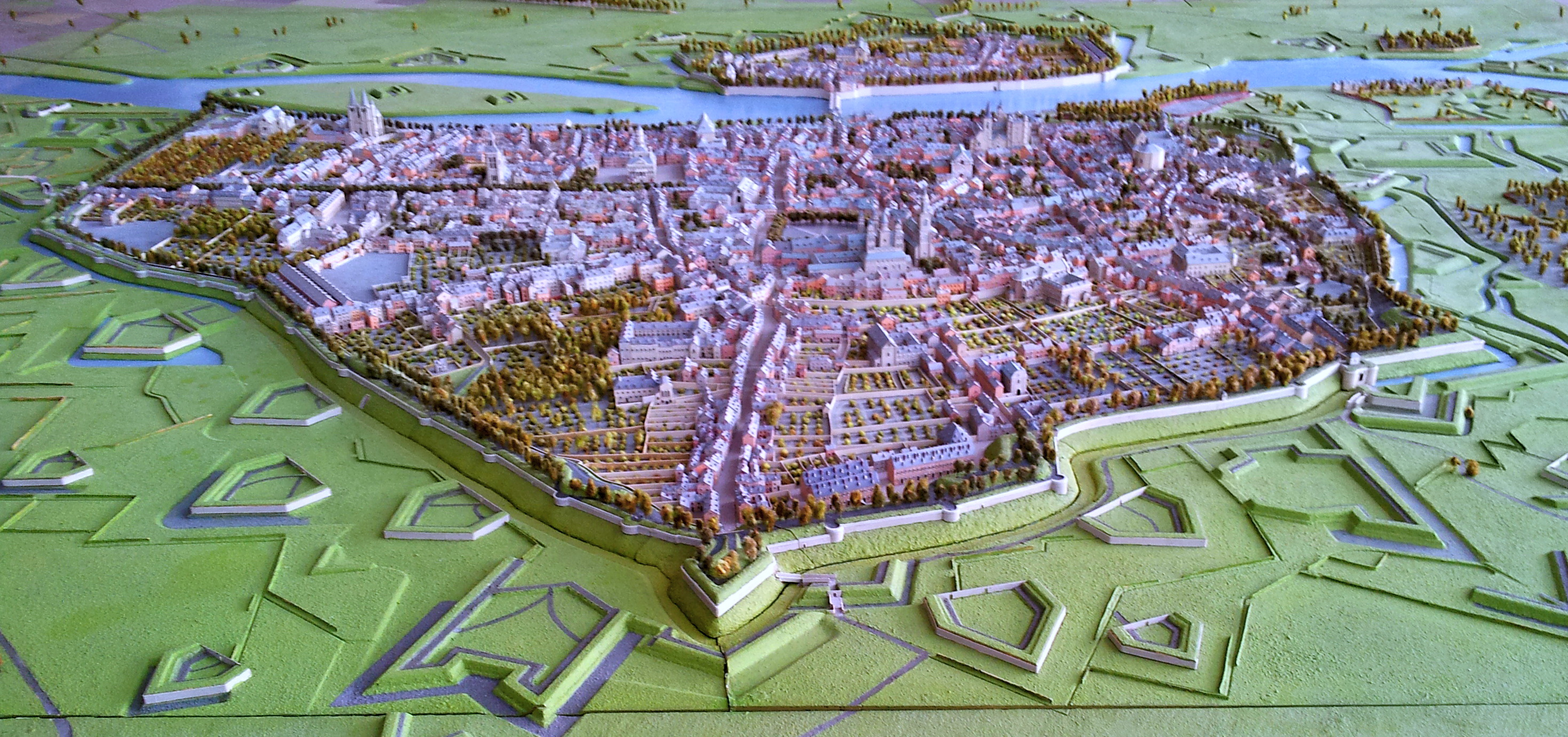
De westelijke vestingwerken op de Maquette van Maastricht uit ca 1750. Onder de droge stadsgracht ligt het Jekerkanaal

In 1676 realiseerden de ingenieurs De Choisy en Rougon het Jekerkanaal, een geheel overwelfd aquaduct dat in de buurt van de Tongersepoort 10 Franse voet (ca. 325 cm) onder de bodem van de kapitale gracht lag. Het aquaduct was in baksteen uitgevoerd met gemetselde segmentbooggewelven. Het geheel was 1165 m lang, 110 cm breed en 170 cm hoog; het verval bedroeg 325 cm. Het beginpunt van het aquaduct lag uiteraard bij de Jeker, waar zich 25 toise (ca. 45 m) ten zuiden van de brug bij de Tongersepoort een duiker met sluis bevond. Een stortebed, een voorziening om uitspoeling van de bodem te voorkomen, vormde het eindpunt voorbij de kat Hoog Frankrijk. Bij de Brusselsepoort verbonden een drietal schachten het aquaduct met de bovengelegen stadsgracht, waarschijnlijk bedoeld voor de afvoer van toilet- en regenwater, en voor het uitvoeren van reparaties.
Het aangevoerde water uit de Jeker verzamelde zich in de kapitale gracht tussen de Lindenkruispoort en de Maas. In de gracht bevonden zich drie keermuren om het water tegen te houden. Om te voorkomen dat de vijand deze zou benutten om de gracht over te steken, was de muur voorzien van een ezelsrug, soms met ijzeren pinnen. Vanuit de hoofdgracht voerden aquaducten het water naar de grachten in de buitenwerken. In 1761 liep het Jekerkanaal schade op bij een buskruitexplosie in de kat Brandenburg.

### Verbeteringen en buitengebruikstelling

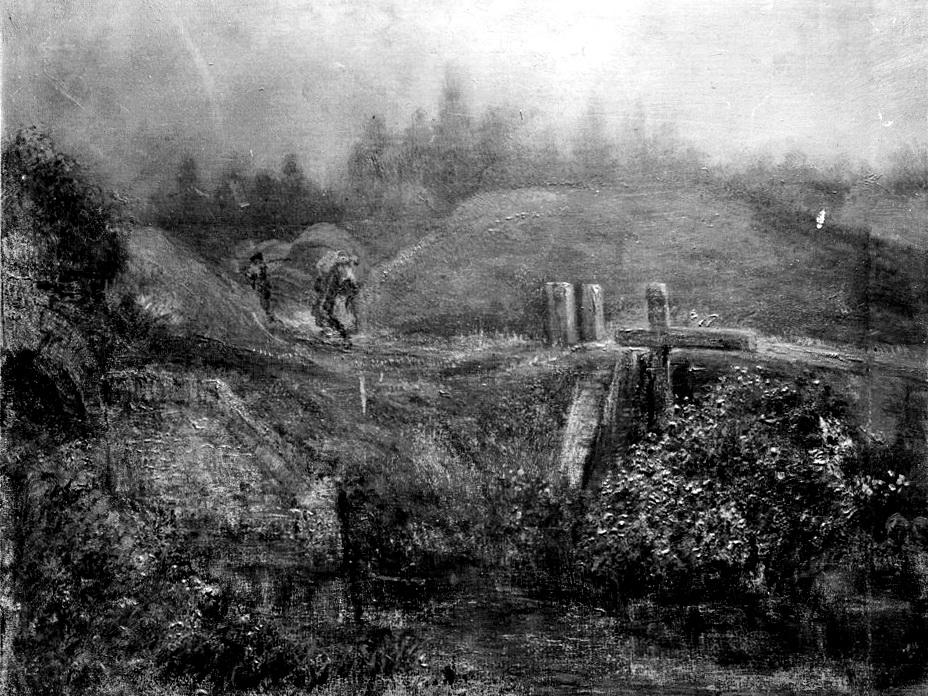
Sluis Jekerkanaal (links) bij Tongersepoort, ca 1850

Tijdens de Franse bezetting (1794-1814) maakte de Franse genie-officier Bourron een plan om de noordelijke inundatie te verbeteren met behulp van Maaswater, dat hij wilde aanvoeren via een nieuw aquaduct dat vanaf de Maas bij Sint Pieter aansloot op het Jekerkanaal. Na het opheffen van de blokkade van Maastricht in 1814 en het vertrek van de Fransen werden de vestingwerken onderworpen aan een uitgebreide inspectie. Dit werd mede ingegeven door de dreigende terugkeer van Napoleon tijdens diens Honderd Dagen. Bij een proef in juni 1815 bleek de inundatie van de Bossche Fronten maar gedeeltelijk te lukken, wat geweten werd aan een te kleine capaciteit van het Jekerkanaal. Vestingingenieur Van den Bosch deed om die reden aan koning Willem I het voorstel om de cunette in ere te herstellen, alleen een stuk dieper. Dit plan werd niet uitgevoerd; in 1818 werd het Jekerkanaal hersteld. Wel werd in 1815 begonnen met het ambitieuze plan om een aquaduct onder de Maas aan te leggen om op die manier de hoofdgracht en de buitenwerken van Wyck van Jekerwater te voorzien. De werkzaamheden werden echter na korte tijd - na de definitieve nederlaag van Napoleon bij Waterloo - stopgezet.
Tussen 1816 en 1821 werden de Nieuwe Bossche Fronten aangelegd, waardoor aanpassingen in het inunderingssysteem nodig waren. In de gracht tegenover de saillant van bastion B kwam een beer, die de grachten in de nieuwe vestingwerken in een oostelijk en westelijk deel scheidde. Vier aquaducten zorgden voor de verdeling van het water. De aanleg van de Zuid-Willemsvaart, dwars door de nieuwe vestingwerken, zorgde na 1826 voor een complexe situatie. Voor de complete inundatie van de noordelijke en zuidelijke Lage Fronten, een klus die 14 dagen duurde, waren in 1844 43 sluizen, beren en duikers nodig.

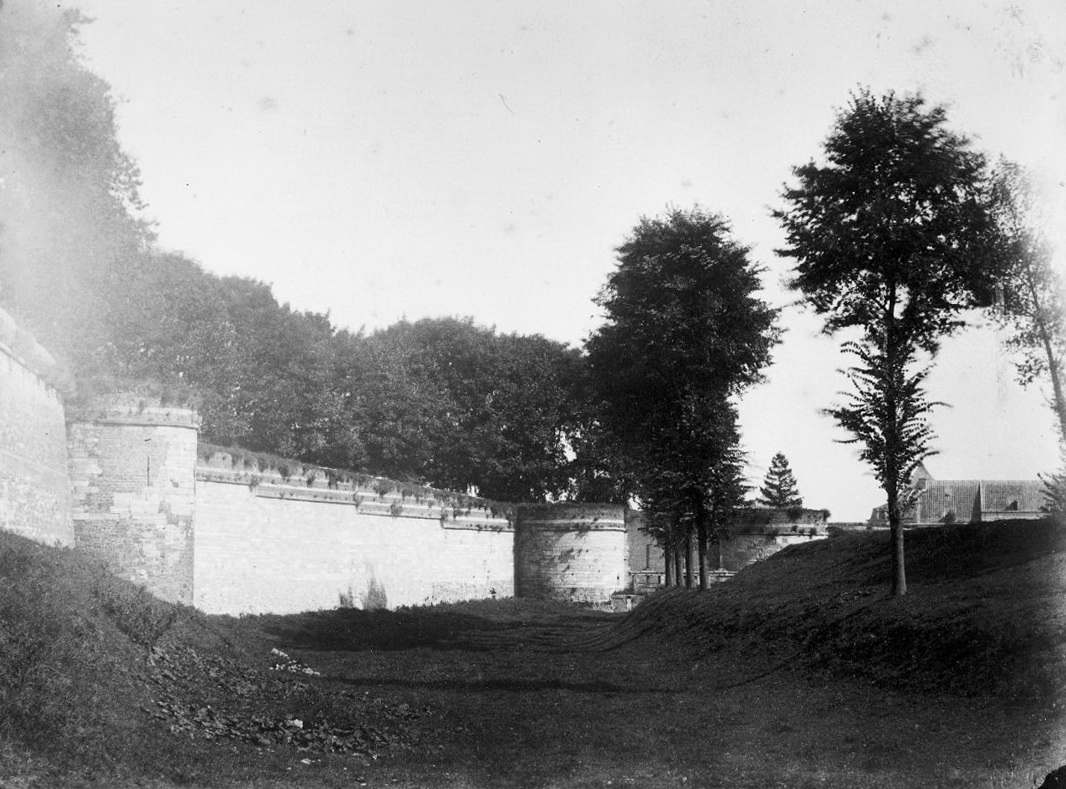
Jezuïetenwal, de gracht na demping

Na de opheffing van de vestingstatus van Maastricht in 1867 werden in opdracht van het Ministerie van Oorlog grote delen van de stadsmuren en buitenwerken geslecht. In 1868 zou het Jekerkanaal worden opgeblazen, maar dit werd door het stadsbestuur verhinderd omdat het kanaal enkele keren per jaar werd gebruikt voor het schoonspoelen van de gracht bij de Lindenkruispoort, waarin enkele stadsriolen loosden. Omstreeks 1898 werd de hoofdgracht bij de Jezuïetenwal gedempt, waarbij ook de sluis bij de inlaatopening van het kanaal verdween. Rond 1930 werd bij de bebouwing van de terreinen tussen de Sint Nicolaasstraat en de Hertogsingel het Jekerkanaal op diverse punten door funderingsmuren afgesloten. In 1943 werd onderzocht of het kanaal geschikt zou zijn als schuilgelegenheid bij luchtaanvallen (zie ook: Schuilen in Maastricht). Het kanaal werd in goede staat teruggevonden, maar gezien de geringe hoogte (140-170 cm) en de slechte luchtcirculatie werd hiervan afgezien. Wel werd de toegangsschacht aan de Tongersestraat versterkt met betonnen ringen om toekomstig onderzoek te vergemakkelijken.

## Overblijfselen
Het Jekerkanaal is nog grotendeels intact, maar het aquaduct is nergens zichtbaar of toegankelijk. In de Nieuwe Bossche Fronten zijn wel nog diverse overblijfselen te zien, die indirect met het kanaal samenhangen. Zo bevinden zich in de buitengracht van bastion B restanten van de beer, die het water binnen dit deel van de vestingwerken moest houden. In het bastion zelf is nog de duiker aanwezig, die het water voorbij de beer transporteerde.

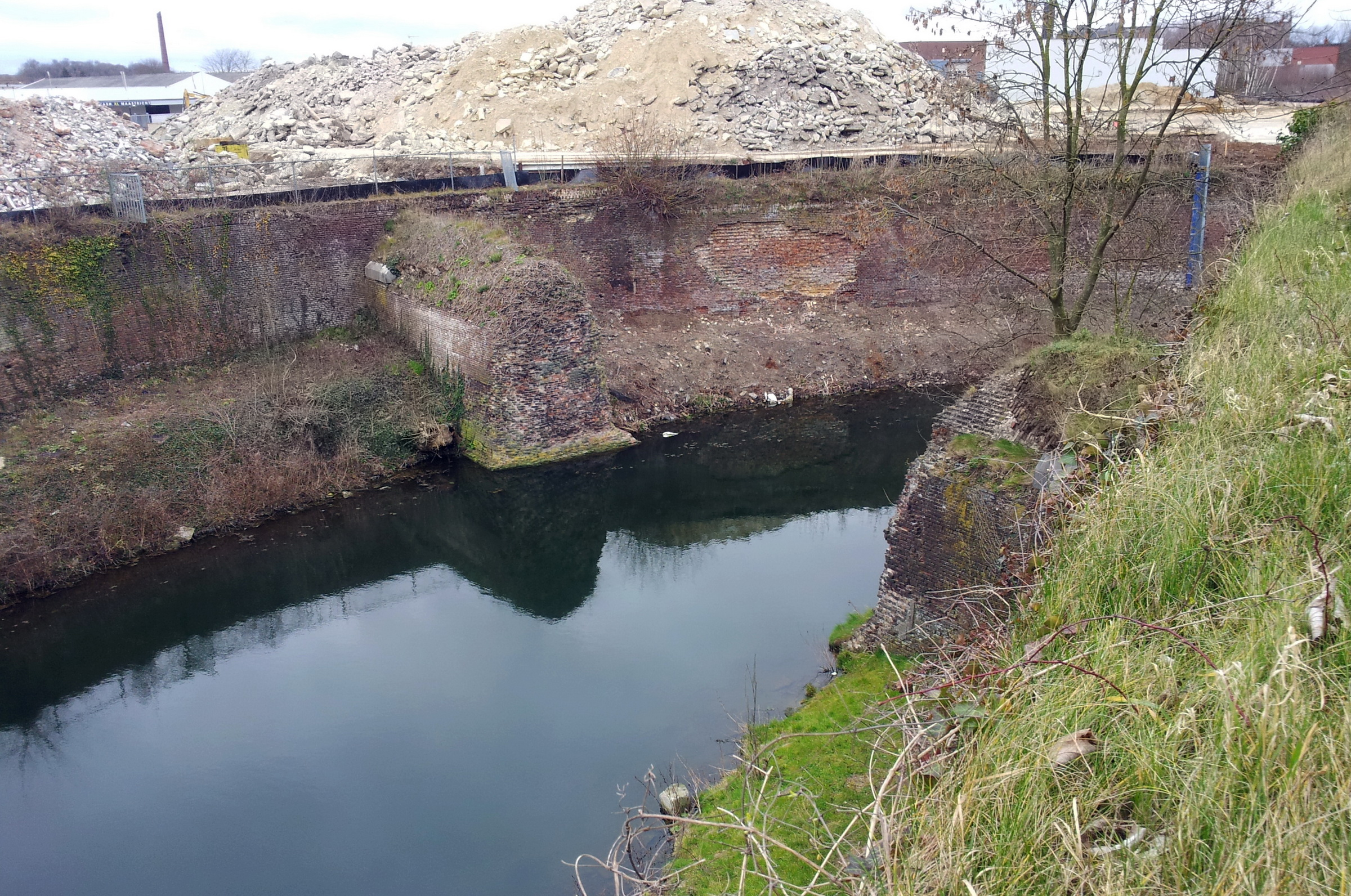
Beer achter bastion B
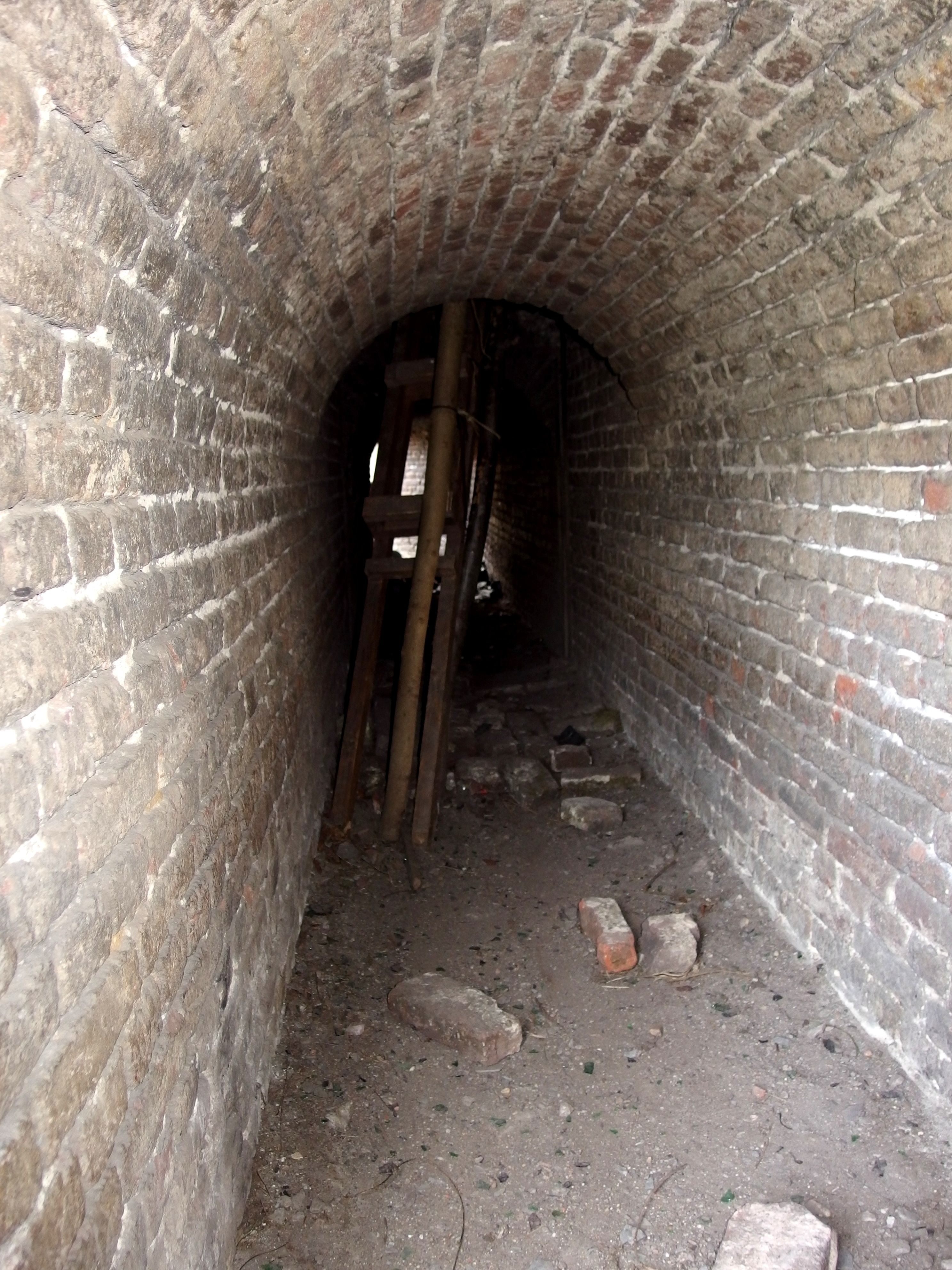
Duiker bastion B
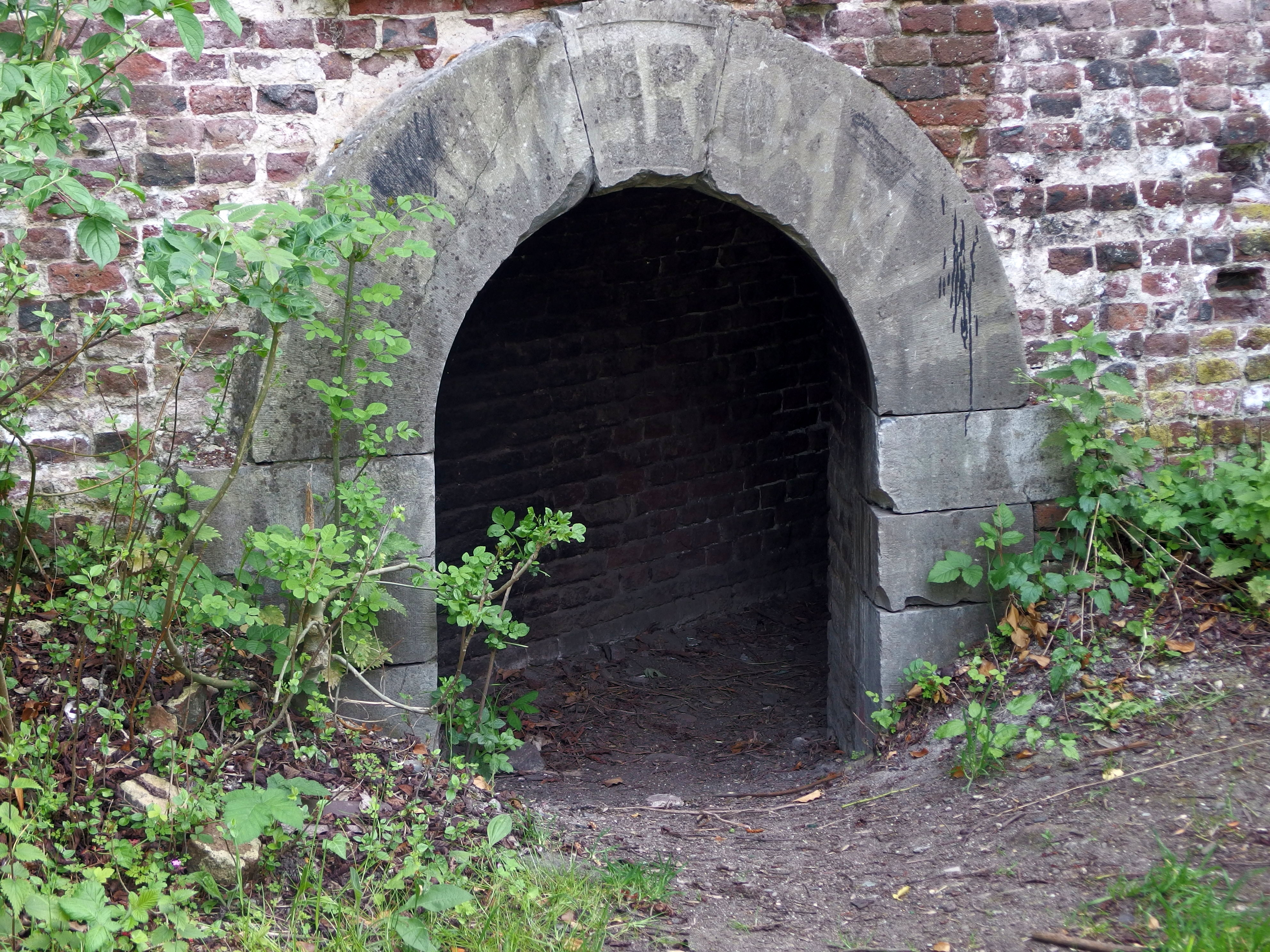
Noordelijke duikeropening
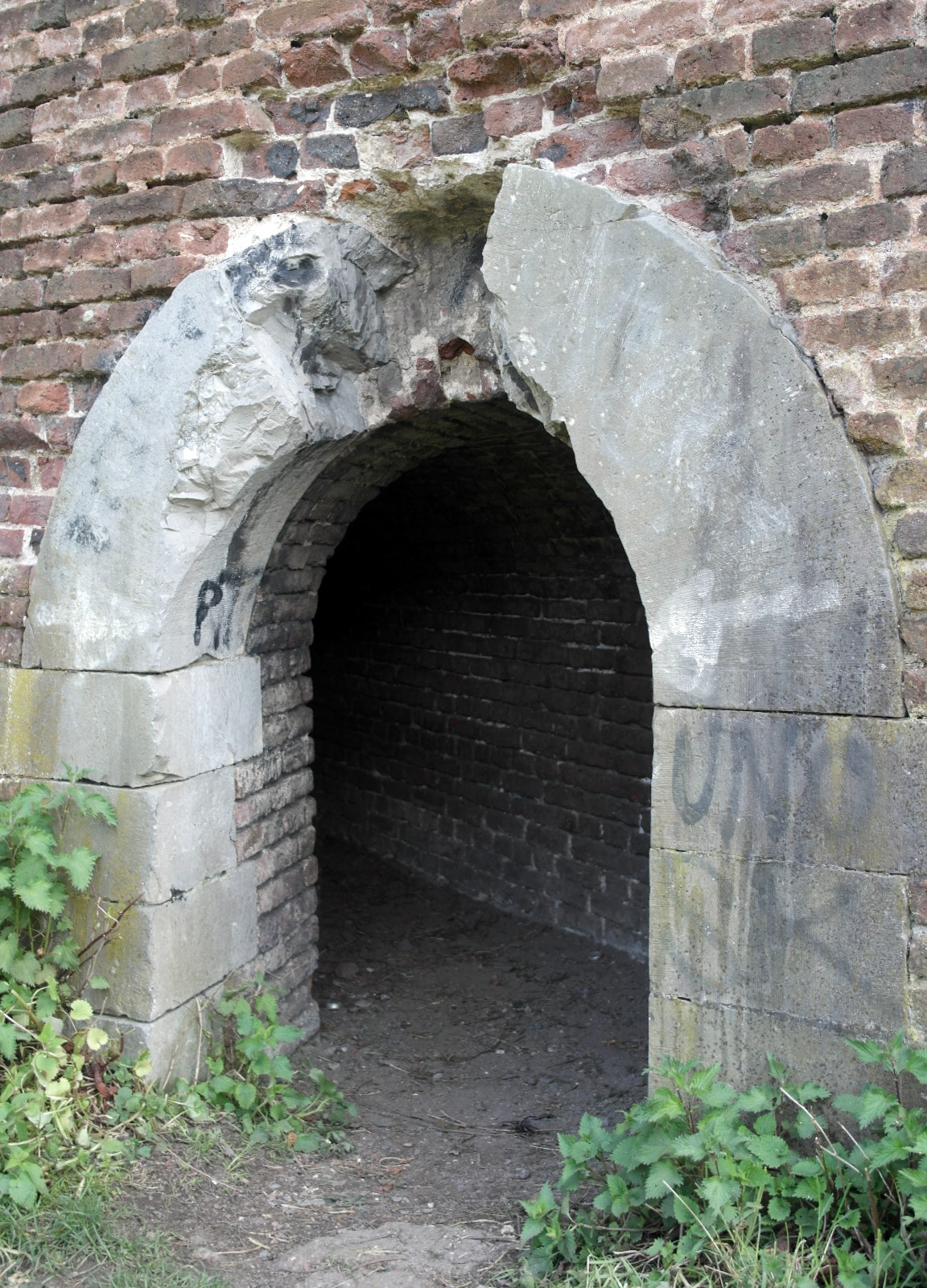
Zuidelijke duikeropening